# El Silencio (Panama)
Pour les articles homonymes, voir El Silencio.
El Silencio est un corregimiento situé dans le district de Changuinola, province de Bocas del Toro, au Panama. Il a été créé par la loi 39 du 8 juin 2015, se séparant du corregimiento d'El Empalme.